# Tueste del café

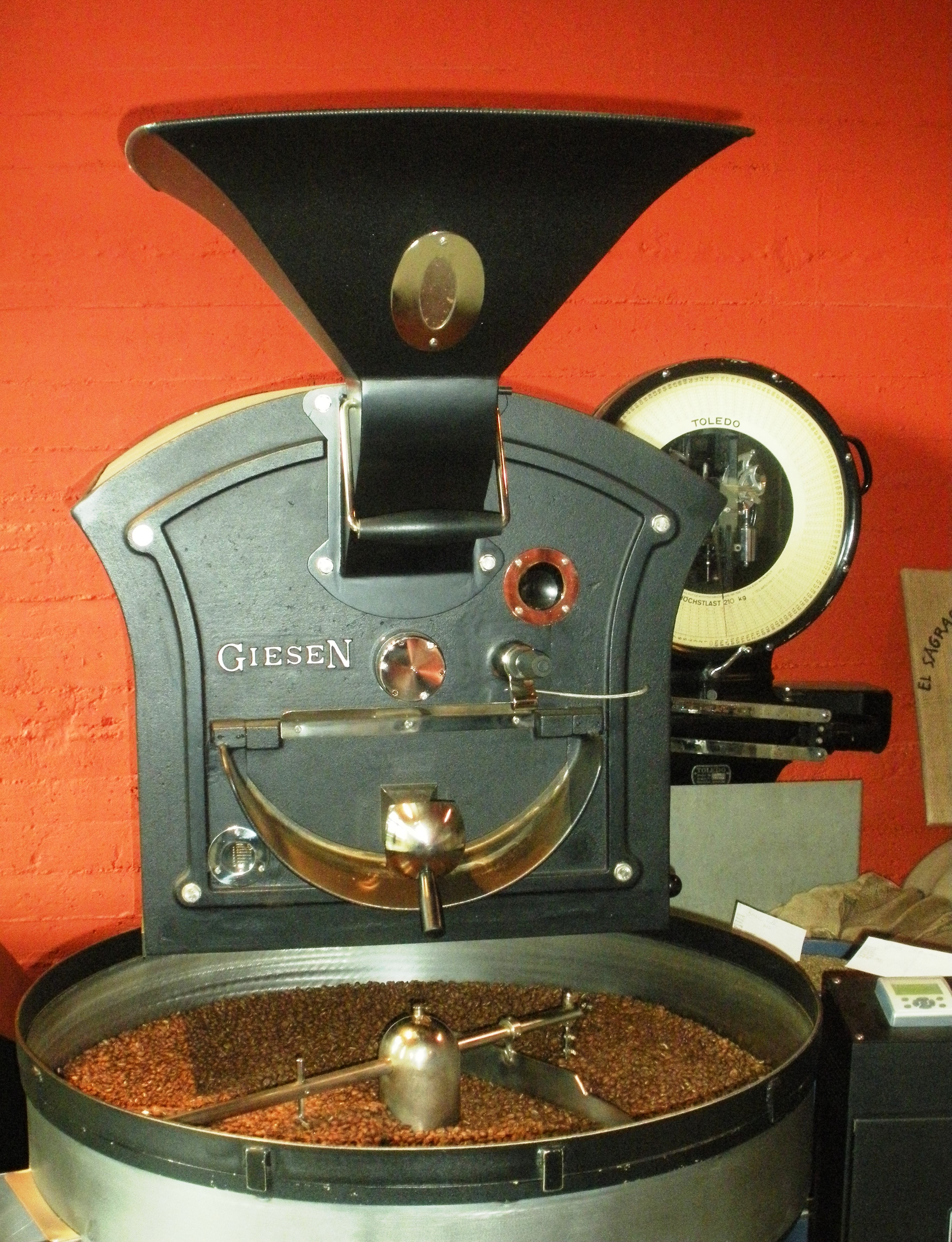
Máquina tostadora de café

El tueste del café (también, tostado del café) es el tratamiento térmico al que se somete la semilla del cafeto (café verde) para obtener un producto quebradizo, fácilmente molturable, del que por infusión en agua se obtiene la bebida del café. Durante el tostado se produce la transformación de las propiedades sensoriales, químicas y físicas de los granos de café verde a productos de café tostado o torrefacto.

## Parámetros

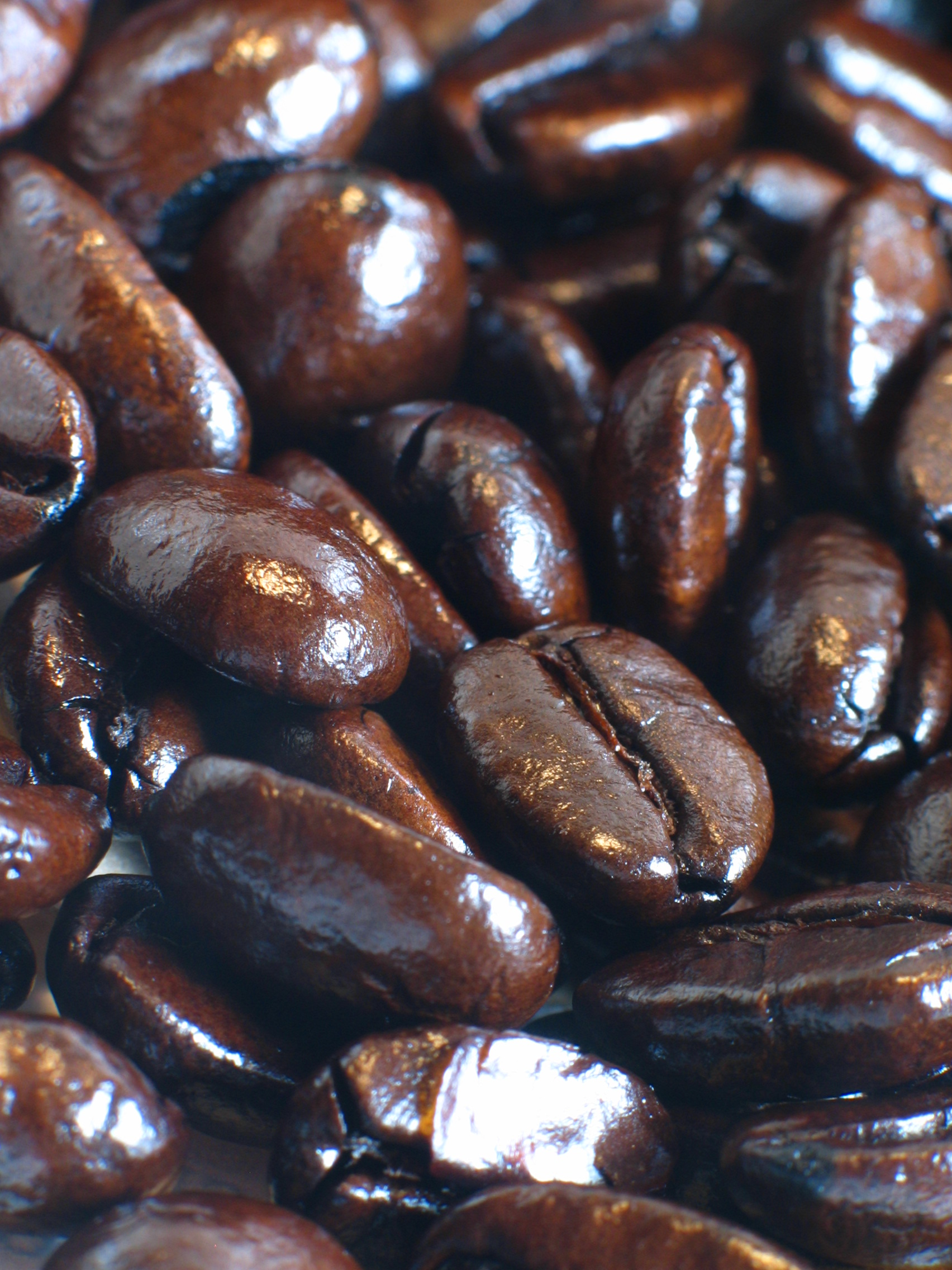
Granos de café torrefacto (tostados con azúcar)

### Variación de las propiedades

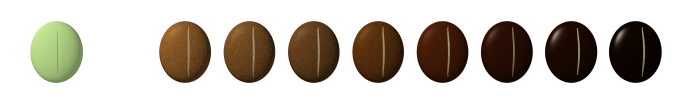
Niveles de tueste: rubio, canela, medio, ropa de monje, marrón, marrón oscuro, francés (o seminegro), italiano (negro).

Durante el proceso de tueste se producen toda una serie de modificaciones en la estructura celular del grano de café, de la propiedades físicas así como una serie de reacciones químicas que le confieren al café tostado las características organolépticas deseadas. Las más importantes de estas modificaciones son las siguientes:
Pérdida de peso
Tanto por perdida de humedad, que pasa de la inicial 9-13 al 2 por ciento, como por pérdida de materia orgánica: gases (CO2 y aromáticos) y pérdida de cascarilla 0,5% - 1% (m.s.). Tanto más materia se pierde cuanto mayor es el grado de tostado. La pérdida total de peso del café verde está entre el 12 y el 20 por ciento. Alrededor del 17 por ciento, para el tueste español.
Formación de gases
- Por formación de CO2, se producen una serie de reacciones químicas de descomposición de las moléculas orgánicas. Se forman entre 5 y 12 litros de CO2 por kilogramo de café.[1][2]
- Por formación de volátiles (aroma)

Aumento de volumen
Los gases y el vapor de agua que se forman en el interior de las células del café hace que aumente la presión dentro de las células, llegando a romper la membrana celular del grano haciendo que este se hinche. Dependiendo del origen y del punto de tostado, los granos de café aumentan su tamaño entre un 50 y un 100 por ciento.
Densidad aparente y absoluta
Disminuyen como consecuencia del aumento de volumen y de la pérdida de peso.
La aparente es la que se puede medir fácilmente en una probeta y la absoluta o real pasa de 1,25 g/mL a  0,7 g/mL. Punto de tueste español con tostadoras convencional.
Estructura del grano. Porosidad
Las células de la semilla de café se expanden por la presión interna que se produce durante el tostado, debido al vapor de agua y al CO2 formado. Esto crea porosidad en el interior del grano. Las paredes celulares se vuelven frágiles y quebradizas. Este cambio facilita la molturación del café. Esta expansión facilita la extracción de los compuestos solubles en agua. También facilita la exudación del café
Superficie del grano
Se produce una sudoración de los aceites que es más intensa cuanto más oscuro es el tostado.
Color del grano
Los azúcares del café por la acción del calor reaccionan con las proteínas dando productos poliméricos de elevado peso molecular que le van dando ese color marrón característico y que será tanto más intenso cuanto mayor sea el grado de tostado. También una parte de la sacarosa se invierte en sus monómeros y comienza el proceso de caramelización.
Se produce un gradiente de color desde las superficies al centro en tuestes claros, que se invierte en oscuros. Más marcado en tostaciones rápidas.
Aroma
Durante el tueste se forman más de 700 compuestos químicos volátiles. Contando los presentes ya en el café verde, se han identificado hasta el momento más de 900 compuestos volátiles en el café tostado, de los cuales solo unos 40 constituyen los llamados “Componentes de impacto aromático” AIC (aroma impact compounds) [3]
Extractabilidad en agua caliente
Para tuestes comerciales cuanto más oscura es el tostado mayor es la extracción. A tostaciones más rápidas, mayor extracción. Extracción media en cafés robustas 34% y en café arábica 30%
Cafeína

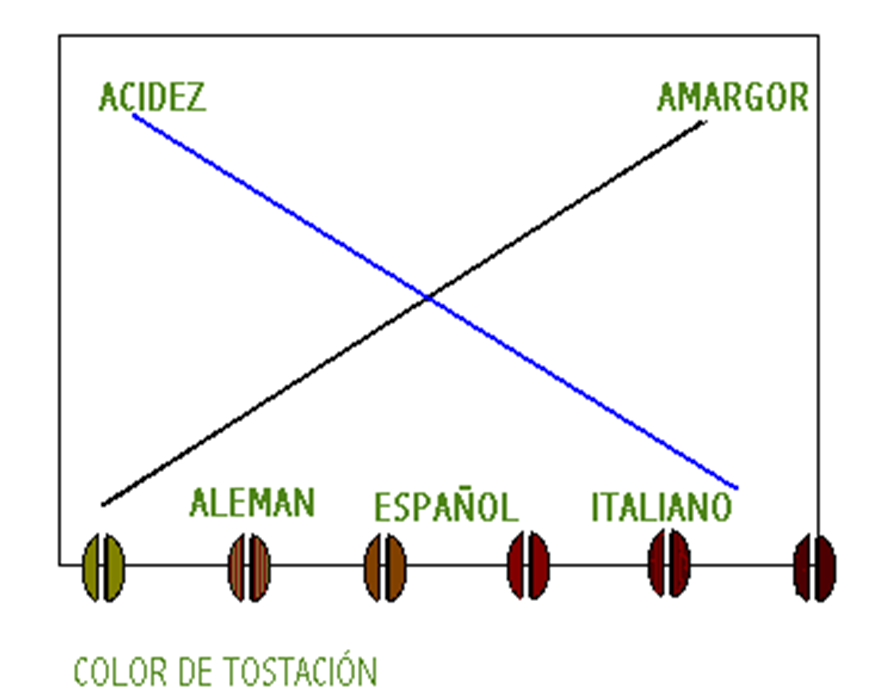
Acidez contra amargor: evolución del tostado

Aproximadamente el 10 por ciento de la cafeína del café verde se pierde en el tostado por sublimación.
En base seca, el porcentaje de cafeína en café verde y en tostado es similar.
Acidez
La acidez de la taza disminuye con el grado de tueste, a más tostado menos ácido.
pH del café bebida. Es más ácido (4,85 a 5,15) el café arábiga que el café robusta (5,25 a 5,40) . pH y acidez percibida no correlacionan adecuadamente. Coeficiente de correlación r = 0,53
Acidez total expresada en acidez valorable (TA) muestra mejor correlación con la acidez percibida. r = 0,92
Amargor
Aumenta con el grado de tostado. A más tostado más amargo.
Dureza del grano
Dureza del grano.- Está correlacionado con: origen y variedad, estructura celular, grado de tostado, humedad, densidad (porosidad).
La fuerza a la cual un grano de café quiebra:
- Disminuye al aumentar el grado de tostado.
- Durante el tostado disminuye con la humedad (más correctamente con la actividad del agua).
- Disminuye al aumentar la porosidad (descafeinado vs no descafeinado)

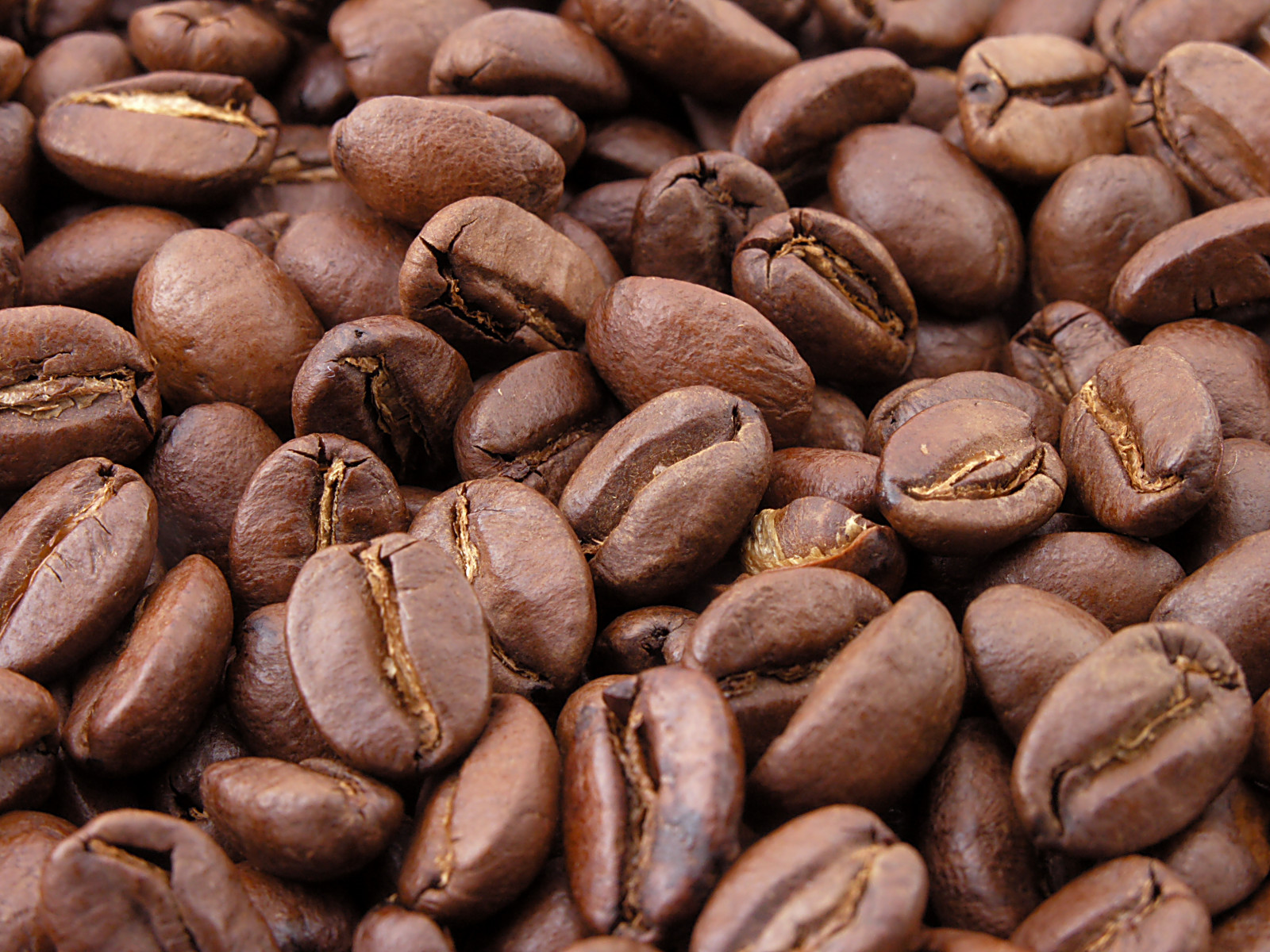
Granos de café tostado al natural

El proceso de tueste se dedica íntegramente a producir un café sabroso. Cuando se tuesta, el grano de café verde aumenta su tamaño hasta casi el doble, cambiando en color y densidad. Dado que el grano absorbe calor, el color cambia a amarillo, después a un ligero color marrón, y finalmente a un color oscuro y aceitoso. Durante el tueste aparecen aceites en la superficie del grano. El tueste continuará oscureciendo el café hasta que se elimine de la fuente de calor.
En algunos países, notablemente en Argentina, España, Francia y Portugal, puede elegirse una forma de tueste en presencia de hasta el 15% de azúcar, llamado Café torrefacto; este azúcar se carameliza durante el proceso y se adhiere al grano, dándole una pátina brillante de caramelo y un sabor más recio. Esta forma de tueste se denomina torrefacción y el café resultante, café torrefacto. La adición de azúcar al proceso le hace perder la calidad al producto final, distorsionando su sabor.

## Caféterroir
En tuestes ligeros, el grano mostrará más su "sabor original" —los sabores creados en el grano por las condiciones de suelo y atmosféricas del lugar donde fue cultivado—. Los granos de café de regiones famosas como Java, Kenia, Kona hawaiano, y Blue Mountain de Jamaica se tuestan normalmente de forma ligera para que sus matices característicos dominen el sabor.[cita requerida]
Mientras el color de los granos va oscureciendo hacia un tono marrón oscuro, los sabores de origen del grano son eclipsados por los sabores creados por el proceso de tueste en sí mismo. En tuestes más oscuros el "sabor de los granos más tostados" es tan dominante que puede ser difícil distinguir el origen de los granos empleados. Estos granos tostados son vendidos según el grado de tueste, yendo del "tueste canela ligero" al "tueste italiano" pasando por el "tueste Viena". Muchos consideran que el mejor grano es uno que esté semitostado, puesto que "no es demasiado ligero" ni "demasiado oscuro".[cita requerida]

## Tueste en casa
Existen asadores automatizados que simplifican el tueste en casa, y algunos asadores caseros tuestan simplemente en un horno o en máquinas de palomitas de maíz. Una vez que está asado, el café pierde su sabor rápidamente. Aunque algunos prefieren esperar 24 horas después del tueste para elaborar la primera taza de café, todos coinciden en que aparecen malos sabores y amargura entre una y dos semanas después del tueste, incluso bajo condiciones ideales como ser almacenado en un envase hermético o una bolsa con válvula de desgasificación.[cita requerida]

## Proceso
El proceso del tueste del café está precedido por las operaciones de selección, limpieza y mezcla de orígenes (Blend antes de tostado) y seguido por enfriamiento, molienda y empaquetado. Los sacos de granos de café verdes son abiertos manualmente o mediante máquinas, descargados en una tolva, y agitados para quitar la broza. Después los granos verdes son pesados y transferidos mediante una correa o transportador neumático a las tolvas de almacenamiento. De las tolvas de almacenamiento, los granos verdes son transportados al tostador. Los tostadores funcionan típicamente con temperaturas entre 190 y 280 °C, y los granos son tostados durante un período que se extiende desde algunos minutos hasta cerca de 30 minutos. Los tostadores suelen ser tambores que giran horizontalmente y que hacen caer los granos de café verde en una corriente de gases de combustión calientes; los tostadores funcionan tanto en lotes como en modo continuo y pueden utilizar fuego directo o indirecto.[cita requerida]

### Molienda del café
El objetivo fundamental de la molienda es que el rendimiento en el proceso de extracción para preparar el café bebida sea óptima.
Los parámetros que caracterizan una molienda son el tamaño medio y la distribución de partículas
Cada tipo de cafetera requiere un tamaño medio y una distribución diferente

### Pérdida de calidad del café una vez tostado
Los enemigos del café tostado y más si está molido son:
- La humedad ambiente
- La pérdida del aroma
- El oxígeno del aire:

- Oxidación de compuestos volátiles
- Oxidación de lípidos
- Los olores foráneos

Los factores que afectan a la velocidad de degradación son:
- La temperatura
- La luz
- la actividad del agua.
- la presión parcial de O2
- pérdida de CO2
- concentración de oxidantes (por ejemplo, el ion Fe)
- concentración de antioxidantes (por ejemplo, CGA)
- pH

### Conservación del café tostado
En el siglo XIX el café era comprado en forma de granos verdes y tostado generalmente en una sartén. Esta forma de tueste requiere mucha habilidad, y dejó de emplearse cuando fue posible producir café pretostado en envases al vacío. Desafortunadamente, ya que el café emite CO2 durante varios días tras el tueste, se debe esperar durante un tiempo antes de poderlo envasar al vacío. Por esta razón se han empleado recientemente dos tecnologías: Illy ha comenzado a utilizar latas presurizadas y varias bolsas con granos enteros inmediatamente después de haber sido tostados en bolsas de válvulas de lanzamiento de presión.